# Cry Baby (中村あゆみのアルバム)
『Cry Baby』（クライ・ベイビー）は、中村あゆみの11枚目のスタジオ・アルバム。1995年7月12日発売。発売元はポリドール。

## 解説
約8年ぶりに高橋研をプロデューサーに迎え入れた作品。結果的に本作以後10年間、スタジオ・アルバムの発売は無かった。

## 収録曲
作詞・作曲・編曲 高橋研
1. 永遠のテンダネス（4:18）
  - 作詞 中村あゆみ・高橋研 作曲 中村あゆみ 編曲 高橋研
2. 飛びたい（5:14）
3. Jamaica（3:07）
  - 作詞 中村あゆみ・高橋研
4. レイニー・ドライブ（3:28）
5. キライになれない <Album Version>（4:52）
  - 23rdシングル。アニメ『魔法騎士レイアース』第2期オープニングテーマ
6. 雨の日の花のように（3:21）
  - 作曲 中村あゆみ
  - 「キライになれない」C/W曲。
7. あたしを笑え（3:26）
  - 作詞 中村あゆみ・高橋研 作曲 中村あゆみ
8. 雨上がりの虹（レインボウ）（3:53）
9. フラワーズ（4:09）
  - 作詞・作曲 木嶋浩史
10. 空よ（4:58）
  - 作曲 中村あゆみ
11. Cry Baby（2:16）
  - 本曲は当時未完成のため、歌詞は殆んどついておらず、仮歌に似た状態で収録。
  - 完成品は後のライブで頻繁に歌われ、ベスト・アルバム『rocks』にも収録された。